# Downtown Miami

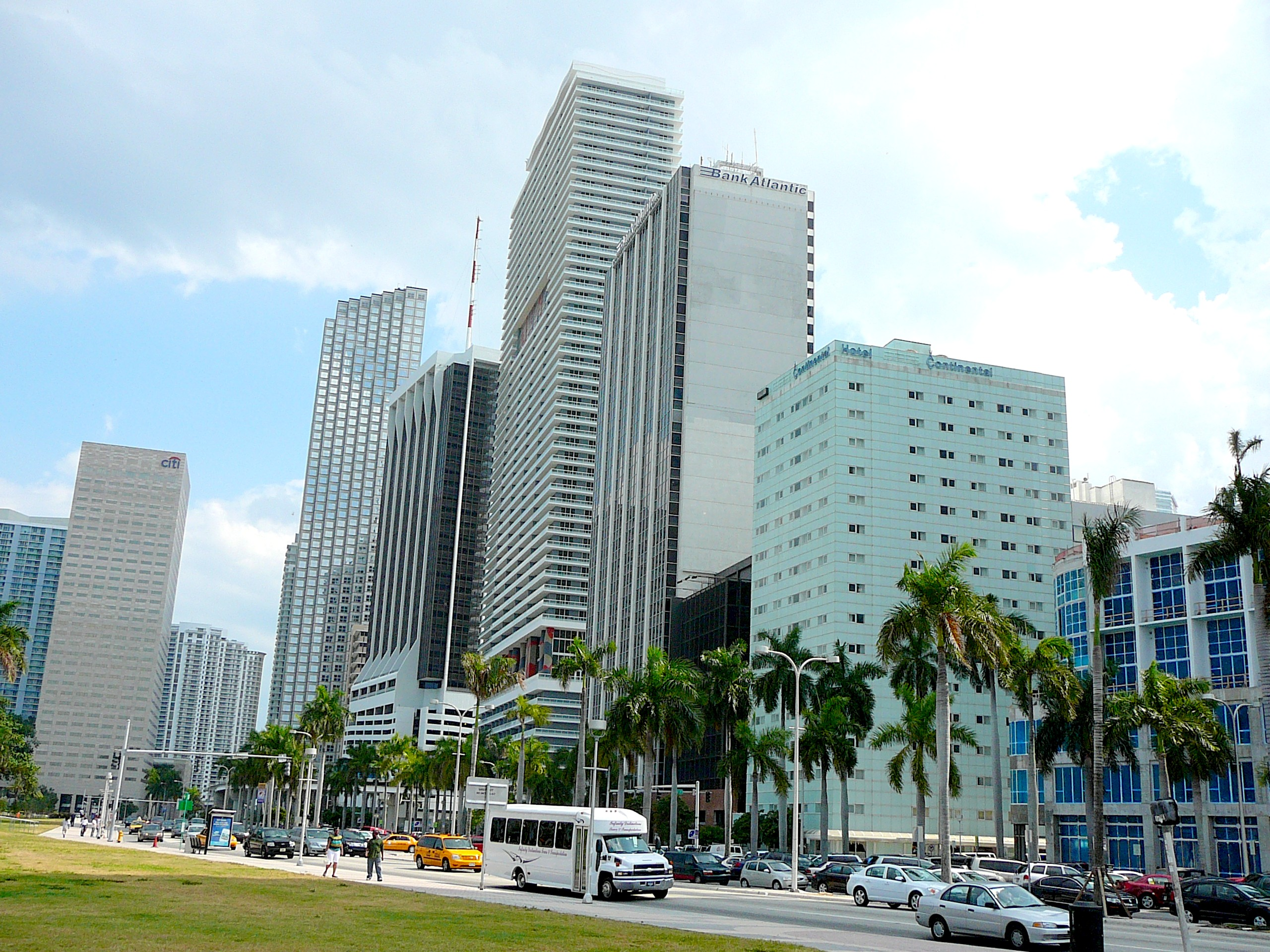
Biscayne Boulevard

Downtown Miami ist ein Stadtteil von Miami im US-Bundesstaat Florida. Zusammen mit Brickell bildet er die Innenstadt von Miami. Er liegt nördlich vom Miami River. Die Hauptstraße ist das östliche Ende der Flagler Street. Viele Gebäude aus der Gründerzeit von Downtown Miami sind heute durch moderne Hochhäuser (Miami Tower, Southeast Financial Center, Marina Blue) ersetzt. Das Royal Palm Hotel war eines der ersten Gebäude in Miami. Bekannte Wahrzeichen der Stadt sind der Freedom Tower, das 1928 fertiggestellte Gerichtsgebäude Miami-Dade County Courthouse und der Miami Tower.
In Downtown Miami findet jährlich das Ultra Music Festival statt; ein bekannter Club ist der Club Space. Die Heimspiele der Basketballmannschaft Miami Heat werden in der American Airlines Arena ausgetragen.
Seit 2018 befindet sich der Bahnhof MiamiCentral in Downtown Miami. An dieser Stelle befand sich schon 1896 der erste Bahnhof in Miami (Florida East Coast Railway).
Im Government Center an der Flagler Street befindet sich die Hauptbücherei vom Miami-Dade County. Der Komplex wurde 1980 von Philip Johnson gestaltet.
In den 2020er Jahren wurden im Norden (Miami Worldcenter) und im Süden (Brickell City Centre) der Innenstadt zwei neue Stadtviertel gebaut.